# Grafo de conocimiento
Un grafo de conocimiento es un conjunto de objetos llamados vértices o nodos unidos por enlaces llamados aristas o arcos, que permiten representar relaciones de una base de conocimiento usando un modelo de datos en grafo. Se suelen usar para enlazar entidades (objetos reales o abstractos) entre sí mediante propiedades semánticas.

## Definiciones
No existe una única definición comúnmente aceptada de grafo de conocimiento. La mayoría de las definiciones ven el tema a través de la lente de la  Web Semántica e incluyen estas características:
- Relaciones flexibles entre conocimientos en dominios temáticos: Un grafo de conocimiento (i) define clases y relaciones abstractas de entidades en un esquema, (ii) describe principalmente entidades del mundo real y sus interrelaciones, organizadas en un grafo, (iii) permite interrelacionar potencialmente entidades arbitrarias entre sí, y (iv) abarca varios dominios temáticos.[4]
- Estructura general: Un grafo de entidades, sus tipos semánticos, propiedades y relaciones.[5][6]
- Apoyo al razonamiento sobre ontologías inferidas: Un grafo de conocimiento adquiere e integra información en una ontología y aplica un razonador para derivar nuevo conocimiento.[7]

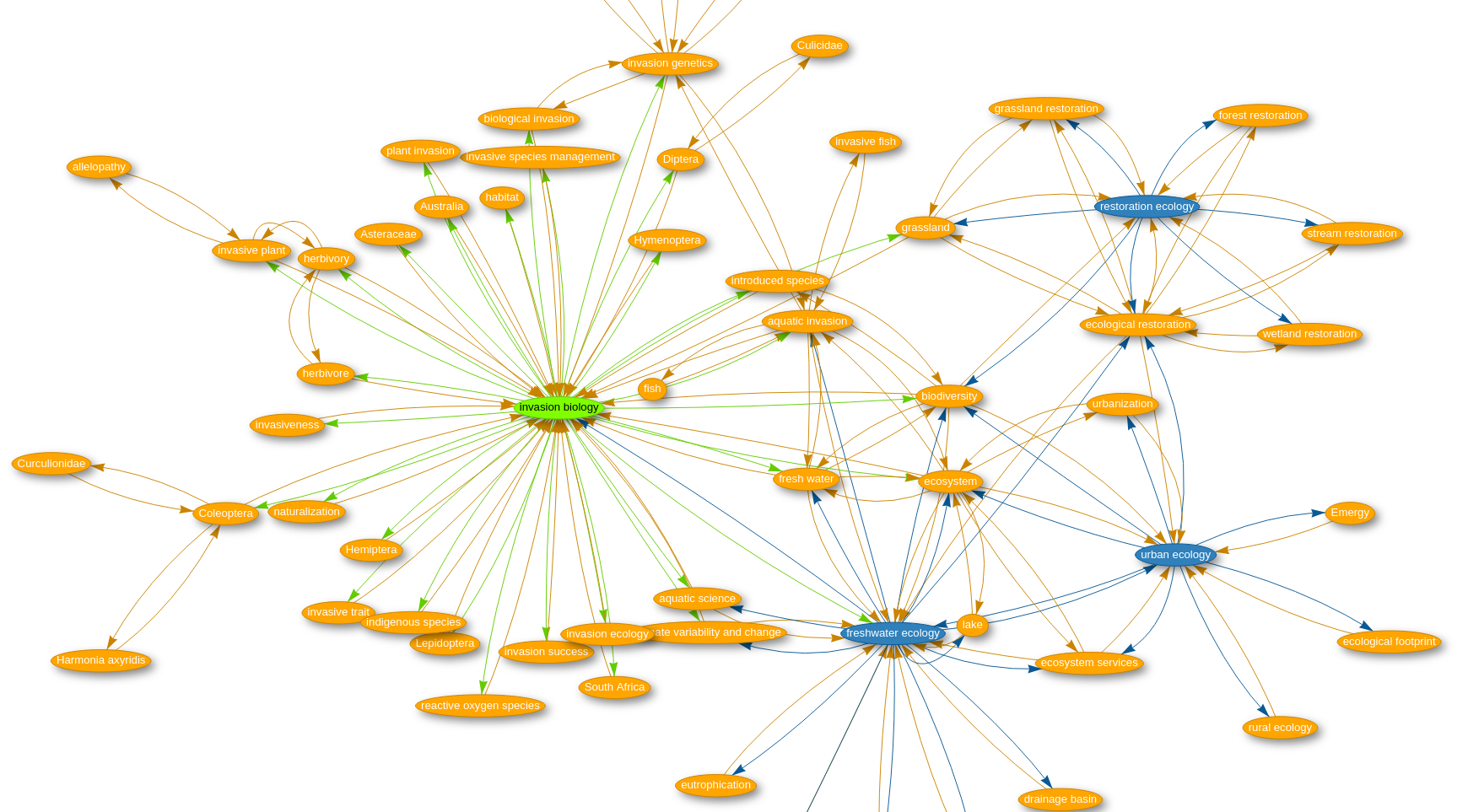
Grafo de conocimiento producido con wikidata para visualizar conexiones entre distintos tópicos y conceptos.

Sin embargo, hay muchas representaciones de grafos de conocimiento para las que algunas de estas características no son relevantes. Para esos grafos de conocimiento puede ser más útil esta definición más sencilla:
- Una estructura digital que representa el conocimiento como conceptos y las relaciones entre ellos (hechos). Un grafo de conocimiento puede incluir una ontología que permita tanto a humanos como a máquinas entender y razonar sobre su contenido.[8]

## Uso
Lo usan los buscadores de Google, Bing o Yahoo entre otros